# Sejny
Sejny (lituaniană Seinai) este un oraș în Polonia.